# یوگنی آراموویچ آبرایان
یِوگِنی آراموویچ آبرایان (ارمنی: Եվգենի Աբրահամյան روسی: Евге́ний Ара́мович Абрамя́н؛ زاده ۳ اوت ۱۹۳۰ - درگذشته ۲۳ دسامبر ۲۰۱۴) یک فیزیک‌دان و مخترع متولد ارمنستان-اتحاد شوروی بود.
وی برندهٔ جوایزی همچون جایزه دولتی اتحاد شوروی شده است.